# Stefan Machowicz
Stefan Adam Machowicz (ur. 20 grudnia 1953 w Chełmie, zm. 9 marca 2025) – polski polityk, samorządowiec i działacz partyjny, w latach 1994–1997 wicewojewoda chełmski.

## Życiorys
Syn Franciszka i Anny. Absolwent Akademii Ekonomicznej w Poznaniu (1977) i studiów podyplomowych z inwestycji kapitałowych i strategii finansowych przedsiębiorstww Szkole Głównej Handlowej (2001). Pracował m.in. jako wicedyrektor Kombinatu Cementowego w Chełmie. W 1975 wstąpił do PZPR, był sekretarzem Komitetu Miejskiego w Chełmie (1981–1983) i członkiem Komitetu Wojewódzkiego (1983–1986). Pod koniec lat 80. kierował Miejską Radą Narodową w Chełmie.
W 1991 kandydował z własnego komitetu do Senatu w okręgu chełmskim (zajął 9 miejsce na 10 kandydatów). Został członkiem Sojuszu Lewicy Demokratycznej. Za rządów koalicji SLD–PSL od 19 kwietnia 1994 do 30 grudnia 1997 sprawował funkcję wicewojewody chełmskiego. W 1998 uzyskał mandat w radzie miejskiej Chełma (ponownie kandydował w 2006). Od 2002 do 2006 pozostawał dyrektorem Lubelskiego Zarządu Drogowych Przejść Granicznych w Chełmie. Był też pełnomocnikiem Agencji Rozwoju Przemysłu ds. stworzenia chełmskiej podstrefy w ramach Specjalnej Strefy Ekonomicznej Euro-Park Mielec. Później związany z przedsiębiorstwami komunalnymi, prowadził też agencję pośrednictwa pracy. W 2010 kandydował na wójta gminy Siedliszcze (zajął ostatnie, trzecie miejsce).
13 marca 2025 pochowany w Chełmie.

## Odznaczenia
W 2000 otrzymał Krzyż Kawalerski Orderu Odrodzenia Polski.